# تيم كيربي
تيم كيربي (بالإنجليزية: Tim Kirby)‏ هو لاعب هوكي الجليد أمريكي، ولد في 23 يونيو 1988 في أوستين في الولايات المتحدة.

## وصلات خارجية
- تيم كيربي على موقع EliteProspects.com (الإنجليزية)
- تيم كيربي على موقع HockeyDB.com (الإنجليزية)